# ۱۹۱ (پیش از میلاد)
۱۹۱ (پیش از میلاد) ۱۹۱مین سال قبل از تقویم میلادی است.